# Weder Lorbeerbaum noch Bettelstab
Weder Lorbeerbaum noch Bettelstab ist eine parodierende Posse mit Gesang in 3 Abtheilungen von Johann Nestroy. Das Stück entstand 1835 und wurde am 13. Februar desselben Jahres erstmals aufgeführt.

## Inhalt
- 1. Act: Das Präsent

Leicht liest sein neues Stück im Salon des Fabrikanten Steinrötl vor, langweilt die Gesellschaft und kann es auch dem Theaterdirektor nicht schmackhaft machen. Er liebäugelt mit Agnes, obwohl er selbst verheiratet und Agnes mit Blasius verlobt ist, der ihr naiverweise dennoch vertraut:
„Ja es kann auch nix seyn; sie hat mir ja, fallt mir g'rad ein, Dings dader – ewige Liebe geschworen, mein Vertrauen ist unerschütterlich.“ (1. Act, 7te Scene)
Leichts Frau Therese und sein Kind leben in Armut. Agnes schickt ihm trotz ihrer Enttäuschung einen Jokusstab und eine größere Geldsumme.
- 2. Act: Der Hochzeitstag

Ein Jahr später ist Leichts Stück Der Zauberschmarn bei der Premiere durchgefallen; als er deshalb eine Rauferei im Kaffeehaus beginnt, wird er hinausgeworfen. Blasius und Agnes feiern Hochzeit und ausgerechnet Leicht soll das Hochzeitsgedicht verfassen, das er aber dann doch nicht vorliest und sich sogar an Blasius vergreift. Da Therese davongelaufen ist, beschließt Agnes, Johann, das Kind Leichts, bei sich aufzunehmen und ihm Mutter zu sein. Leicht reißt das Zierrat vom Jokusstab und will ihn als Bettelstab verwenden.
„Hinauswandern will ich in die Welt, diesen Stock will ich zum ewigen Andencken tragen, und so oft mir ein Gedancken kommt an sie, hau ich mir selber damit ein' Fünfundzwanz'ger herab.“ (2. Act, 17te Scene)
- 3. Act: Die Landparthie

Zwanzig Jahre später ist Blasius ganz unter den Pantoffel von Agnes geraten; sie haben neben Johann auch noch eine eigene Tochter Julie. Bei einem Ausflug in die Brühl begegnet ihnen im Wirtshaus Leicht, der nun als „Damischer Hansel“ ein mit seinem Los zufriedener Harfenist geworden ist. Der geschwätzige Überall verrät Johann, dass er nicht Julies Bruder ist und sie deshalb heiraten können. Als Leicht erfährt, dass sein einst verschmähtes Stück inzwischen schon hundert Mal aufgeführt wurde, gibt er sich der Gesellschaft zu erkennen. Doch als ihn Agnes und Johann bitten, nun bei ihnen zu leben, antwortet er:
„Nein, mir g'fallt's als Harfenist besser. Übrigens wenn mich 's Leb'n nit mehr g'freut, so komm' ich zu euch sterben.“ (3. Act, 10te Scene)

## Werksgeschichte
Johann Nestroys Vorlage war das Schauspiel „Lorbeerbaum und Bettelstab oder Drei Winter eines deutschen Dichters … Mit einem Nachspiel: Bettelstab und Lorbeerbaum“ von Karl von Holtei. Das rührselige Künstlerdrama, Uraufführung am 16. Februar 1833 in Berlin, erlebte bei seiner Wiener Premiere am 22. November 1834 im Theater in der Josefstadt eine enthusiastische Aufnahme durch das Publikum. Das Stück bejammert das Schicksal eines die Umwelt verachtenden und gleichzeitig nach ihrem Beifall sich verzehrenden sentimentalen Dichters. Nestroy nützte seine Parodie einerseits dafür, die offenkundigen Schwächen des Holteischen Dramas zu verhöhnen, andrerseits der Wiener Gesellschaft seine Missachtung ihres schlechten Geschmacks vor Augen zu führen.
Bis in die Karikierung der manierierten Spielweise Holteis und seiner Gattin Julie durch Nestroy (als Leicht) und die Schauspielerin Eleonore Condorussi (als Julie) ging diese Parodie, vom Publikum ebenso bejubelt, wie gerade noch das Original. Seine persönliche Überzeugung ließ er den Dichter Leicht aussprechen:
Bis zum Lorbeer versteig' ich mich nicht. G'fallen sollen meine Sachen, unterhalten, lachen sollen d'Leut' und mir soll die G'schicht a Geld tragen, daß ich auch lach', das ist der ganze Zweck. (1. Act, 12. Scene)
In der Person des „schier stärksten Reisenden, die es jemals gegeben hat“, des geschwätzig-einfältigen Chrysostomus Überall, hielt er besonders der Selbstzufriedenheit und dem Spießertum seiner Zeitgenossen einen Spiegel vor.
Grundl: „Sie reisen doch ununterbrochen.“
Überall: „Immer. Von Wien nach Fischament, und dann wieder von Fischament nach Wien.“ (1. Act, 1. Scene)
Johann Nestroy spielte den Dichter Leicht, Wenzel Scholz den Chrysostomus Überall, Friedrich Hopp den Blasius Grundl, Ignaz Stahl den Fabrikanten Steinröthl, Franz Gämmerler den Sohn Johann, Eleonore Condorussi die Tochter Julie und Nestroys Lebensgefährtin Marie Weiler das Stubenmädchen Charlotte.
Ein (unvollständiges) Originalmanuskript Nestroys ist erhalten, das Stück wurde hier als Zauberposse bezeichnet, Nestroy hatte den Zusatz Zauber- selbst ergänzt, aber wieder gestrichen. Aus einigen Abschnitten lässt sich erkenne, dass der Autor das Werk ursprünglich als Hauptteil eines Zauberstücks vorgesehen war. Diese Rahmenhandlung mit Apollo als Hauptfigur, in der Nestroy für sich die Rolle eines dicken Geistes vorgesehen hatte, wurde aber wieder eliminiert. Im Manuskript sind außerdem einige Wendungen durch Einringeln vorweg als zensurgefährdet markiert und Ersatztexte dafür vorgeschlagen. Ebenso sind einige eigenhändige Korrekturzettel noch vorhanden, sowie die Originalpartitur Adolf Müllers.

## Zeitgenössische Rezension
Nestroys spöttische Parodie brachte die Rezensenten und das Publikum in Verlegenheit, da sie das eben noch von ihnen hochgejubelte Holtei-Werk wohl oder übel als schwach anerkennen mussten.
In der ausführlichen Kritik der Wiener Theaterzeitung Adolf Bäuerles vom 16. April war selbstkritisch zu lesen:
„Man muss dem Referenten nach diesen Worten die einleitende Bemerkung gestatten, dass seine Ansicht, von der früher in diesen Blättern ausgesprochenen, über das Original ziemlich divergiert […]“
Die Wiener Zeitschrift für Kunst, Literatur, Theater und Mode vom 26. Februar 1835 (Nr. 25, S. 199 f.) bekrittelt besonders die Parodie der Spielweise von Julie Holtei durch Eleonore Condorussi (die dazu noch den bedeutsamen Namen Julie bekam):
„[…] ihr liebenswürdiges Original in Ton, Haltung, Tracht, Geberde und Gang recht fleißig studiert, nur eine Kleinigkeit fehlte – die Liebenswürdigkeit“.
Noch heftiger wurde diese Schauspielerinnenparodie von Nestroys damals schärfstem Gegner Franz Wiest im Wanderer vom 16. Februar (Nr. 47, S. 237) verurteilt, Nestroy, Scholz und Marie Weiler dagegen gelobt, das Stück im Ganzen ebenfalls – wenn auch recht gewunden – über Holteis Werk gestellt.

## Spätere Interpretationen
Otto Rommel stellt fest, dass Nestroy dieses Werk benütze, um seine ganz persönliche Ansicht über die eigene Dichtung und auch die Stellung zum Publikum (siehe oben) auszudrücken. In der scharfen Ablehnung der Holteischen sentimentalen Verklärung des Dichterberufes spreche er deutlich in eigener Sache: es sei besser, „ein seinen Platz ausfüllender Bierhaus-Harfenist zu sein, als ein unzulänglicher Dichter mit großen Prätentionen“ (Zitat).
Bei Brukner/Rommel ist zu lesen, dass Nestroy offenkundig „Holteis unbedeutendes Rührstück […] reizen musste“ (Zitat). Der billigen Sentimentalität der Künstlerdramen in der deutschen Spätromantik (1815 bis 1848) und der „vollkommenen Hohlheit des Begriffes ‚Dichter‘ in Holteis Stück“ (Zitat) wollte er eine freche Parodie entgegensetzen, die durch souveräne Verachtung der öffentlichen Meinung und trotziges Selbstbewusstsein auffalle.
Auch Helmut Ahrens meint, Nestroy habe sich an dem obskuren Thema entzündet. Er weist dezidiert darauf hin, wie schwer es den Rezensenten der diversen Theaterzeitschriften gefallen sei, ihre hymnische Einschätzung von Holteis Werk – wenn auch mit vorsichtigem Herumlavieren – als falsch bezeichnen zu müssen. Dennoch hätten sie den Spott in Nestroys Stück nicht ganz nachvollziehen wollen, wurde doch dadurch auch ihr Urteil indirekt mitverspottet. Der Zorn über das – allerdings durch die schwache Qualität der Stücke selbst verschuldete – Debakel seiner beiden letzten Stücke (Der Zauberer Sulphurelectrimagneticophosphoratus sowie Müller, Kohlenbrenner und Sesseltrager) spielte bei Nestroys bissigem Hohn über Publikum und Kritiker sicherlich eine gewichtige Rolle.
Friedrich Walla findet, der Name des Stückes sei eine kühne Kampfansage gewesen, mehr noch als bei Robert der Teuxel oder Judith und Holofernes, denn er weise nicht nur auf das zu parodierende Stück hin, sondern enthalte auch schon die Kritik daran. Es sei aber damals auch nicht selten einer der Hintergedanken einer Parodie gewesen, den eventuellen Erfolg der Konkurrenzbühne mit dem Originalstück zu mindern – oder sich daran anzuhängen. Zur Interpretation des Werkes vermerkt er, es sei immer gefährlich, die Hauptfigur eines Werkes mit dem Autor zu identifizieren oder sie sogar als Wunschvorstellung einzustufen. Das sei in diesem Falle schon deshalb fraglich, da ein Dichter, der das Wort prägt „mir soll die G'schicht a Geld tragen“, wohl kaum derart bissig den Geschmack seines Publikums angegriffen hätte. Außerdem sei das Werk doch eher eine Travestie (der Inhalt eines „erhabenen“ Stückes wird in eine niedrigere Sphäre hinabgezogen) als eine Parodie.
Der Biograph Alfred Moschner verteidigte in seinem Werk Holtei als Dramatiker diesen Autor und schrieb über Nestroys Parodie:
„Nestroy parodierte in ‚Weder Lorbeerbaum noch Bettelstab‘ Holteis Dichtung so albern, daß sich jedes Wort erübrigt. Das Publikum war allerdings damals von seinen ‚Werken‘ so begeistert, daß Holtei nicht wagte, am Theater an der Wien, wo Nestroy herrschte, mit seinem Stück hervorzutreten.“

## Text
- Text in nestroy-stuecke/27 lorbeerbaum